# Jaçanã (São Paulo)
Pour les articles homonymes, voir Jaçanã.
 (juin 2022).
La mise en forme du texte ne suit pas les recommandations de Wikipédia : il faut le « wikifier ».
Les points d'amélioration suivants sont les cas les plus fréquents :
- Les titres sont pré-formatés par le logiciel. Ils ne sont ni en capitales, ni en gras.
- Le texte ne doit pas être écrit en capitales (les noms de famille non plus), ni en gras, ni en italique, ni en « petit »…
- Le gras n'est utilisé que pour surligner le titre de l'article dans l'introduction, une seule fois.
- L'italique est rarement utilisé : mots en langue étrangère, titres d'œuvres, noms de bateaux, etc.
- Les citations ne sont pas en italique mais en corps de texte normal. Elles sont entourées par des guillemets français : « et ».
- Les listes à puces sont à éviter, des paragraphes rédigés étant largement préférés. Les tableaux sont à réserver à la présentation de données structurées (résultats, etc.).
- Les appels de note de bas de page (petits chiffres en exposant, introduits par l'outil «  Source ») sont à placer entre la fin de phrase et le point final[comme ça].
- Les liens internes (vers d'autres articles de Wikipédia) sont à choisir avec parcimonie. Créez des liens vers des articles approfondissant le sujet. Les termes génériques sans rapport avec le sujet sont à éviter, ainsi que les répétitions de liens vers un même terme.
- Les liens externes sont à placer uniquement dans une section « Liens externes », à la fin de l'article. Ces liens sont à choisir avec parcimonie suivant les règles définies. Si un lien sert de source à l'article, son insertion dans le texte est à faire par les notes de bas de page.
- La présentation des références doit suivre les conventions bibliographiques. Il est recommandé d'utiliser les modèles {{Ouvrage}}, {{Chapitre}}, {{Article}}, {{Lien web}} et/ou {{Bibliographie}}. Le mode d'édition visuel peut mettre en forme automatiquement les références.
- Insérer une infobox (cadre d'informations à droite) n'est pas obligatoire pour parachever la mise en page.

Pour une aide détaillée, merci de consulter Aide:Wikification.
Si vous pensez que ces points ont été résolus, vous pouvez retirer ce bandeau et améliorer la mise en forme d'un autre article.
Pour les articles homonymes, voir Copacabana (homonymie).
Jaçanã est un district situé dans la zone nord de la ville de São Paulo, appartenant à la sous-préfecture de Jaçanã/Tremembé.
Le quartier est en grande partie résidentiel et est entouré par la Serra da Cantareira et la ville de Guarulhos. Il est devenu célèbre dans la chanson Trem das onze d'Adoniran Barbosa.
Quartiers du district de Jaçanã : Vila Milagrosa ; Vila Germinal ; Jaçanã ; Vila Constança ; Jardim Modelo ; Jardim Aliança ; Vila Carolina ; Vila Ester ; Vila Laura; Vila Isabel ; Jardim Cabuçu ; Parque Edu Chaves ; Jardim Guapira ; Vila Nilo ; Chácara São João ; Vila Nova Galvão.

## Étymologie
En 1870, le quartier était connu sous le nom d'Uroguapira, car on croyait qu'il y avait de l'or à cet endroit. Plus tard, son nom a été raccourci en Sítio Guapira, le nom donné par les indigènes à la région de Cantareira. Le 1er juin 1930, le quartier change son nom en Jaçanã, du nom de l'oiseau fluvial qui se caractérise par le ton rougeâtre de la poitrine et qui était abondant dans la région. L'ancien nom est resté dans des endroits comme l'avenue Guapira et le Clube Guapira.

## Histoire
En 1874, les premiers lits de l'hôpital gériatrique D. Pedro II ont été installés pour soigner les mendiants et les personnes âgées, à l'époque l'hôpital était connu sous le nom d'Asilo dos Inválidos. En 1906, la construction a commencé sur le bâtiment qui reste aujourd'hui, avec une conception et une architecture de Francisco de Paula Ramos de Azevedo. L'inauguration a eu lieu le 2 juillet 1911, avec la présence de plusieurs autorités, comme le président de l' État de l'époque, Manoel José de Albuquerque Lins. En 1904, l'hôpital São Luiz Gonzaga a été inauguré, avec le nom de Leprosário Guapira, et son but était de soigner les patients souffrant de la lèpre. À partir de 1932, le nom a été changé et a commencé à traiter également les patients tuberculeux . Les premières chirurgies cardiaques y ont également été pratiquées et le Premier congrès brésilien de la tuberculose s'est tenu.
En 1934, de vastes étendues de terres ont été subdivisées par les frères Mazzei, faisant de la région un quartier bourgeois typique de São Paulo.
En 1949, au bout de la Rua Francisco Rodrigues, à proximité de deux fermes et d'un grand terrain d'où l'on prélevait de l'argile pour l'industrie de la brique Aremina, fut inauguré le premier studio de cinéma de São Paulo : la Companhia Cinematográfica Maristela. Des films avec Mazzaropi, Procópio Ferreira, Adoniran Barbosa et Regina Duarte y ont été tournés. Adoniran Barbosa s'est rendu aux studios du train de Cantareira, à la gare de Jaçanã, à quelques rues du studio. Ce fut l'inspiration pour la chanson Trem das Onze.
En 1965, le quartier Jaçanã devient encore plus connu et est immortalisé dans toute la ville de São Paulo par la chanson Trem das Onze, d'Adoniran Barbosa, dans laquelle le compositeur fait référence au train qui reliait le centre-ville au vieux quartier de Guarulhos. Principal moyen de transport du quartier, il est resté actif entre 1893 et 1965.
Le 30 décembre 1983, le Museu Memória do Jaçanã est fondé par Sílvio Bittencourt, avec la présence de Matilde de Lourdes Rubinato, épouse d'Adoniran Barbosa. Sílvio, avec la collaboration d'anciens résidents, a rassemblé des histoires, des photos, des journaux, des livres et d'autres objets pour commencer à enregistrer l'histoire du quartier. Pendant de nombreuses années, le musée s'est retrouvé dans une situation d'abandon par manque de ressources et d'investissements. Actuellement rénové, il reçoit régulièrement la visite d'étudiants et d'habitants de la région.

## Districts et municipalités limitrophes
- Guarulhos (Est)
- Tremembé (Nord)
- Vila Medeiros (sud)
- Tucuruvi (Ouest)

## Hôpitaux
- Hospital São Luiz Gonzaga
- Hospital Geriátrico e de Convalescentes D. Pedro II